# Michel van de Korput
Michaël "Michel" Antonius Bernardus van de Korput (Wagenberg, 18 de setembro de 1956) é um ex-futebolista neerlandês, que atuava como defensor.

## Carreira
Michel van de Korput representou a Seleção Neerlandesa de Futebol que disputou a Eurocopa de 1980.

## Ligações Externas
- Perfil em FIFA.com (em inglês)